# Anders Castberger
Hans Anders Ivar Castberger, född 18 januari 1950 i Hedvigs församling i Norrköping, är en svensk tjänsteman och politiker (folkpartist).
Anders Castberger, som kommer från en tjänstemannafamilj, har bland annat varit informationssekreterare vid arbetsmarknadsdepartementet 1979–1982 och därefter riksombudsman (1983–1987) och informationschef (från 1987) vid Svenska Taxiförbundet. Han har också varit aktiv i nykterhetsrörelsen, bland annat som ordförande i Centralförbundet för alkohol- och narkotikaupplysning från 1992.
Han var riksdagsersättare våren 1987 och därefter riksdagsledamot för Älvsborgs läns norra valkrets 1987–1991. I riksdagen var han bland annat suppleant i jordbruksutskottet 1987–1991. Han engagerade sig främst i alkoholpolitik och trafikfrågor.